# Tiny Tim

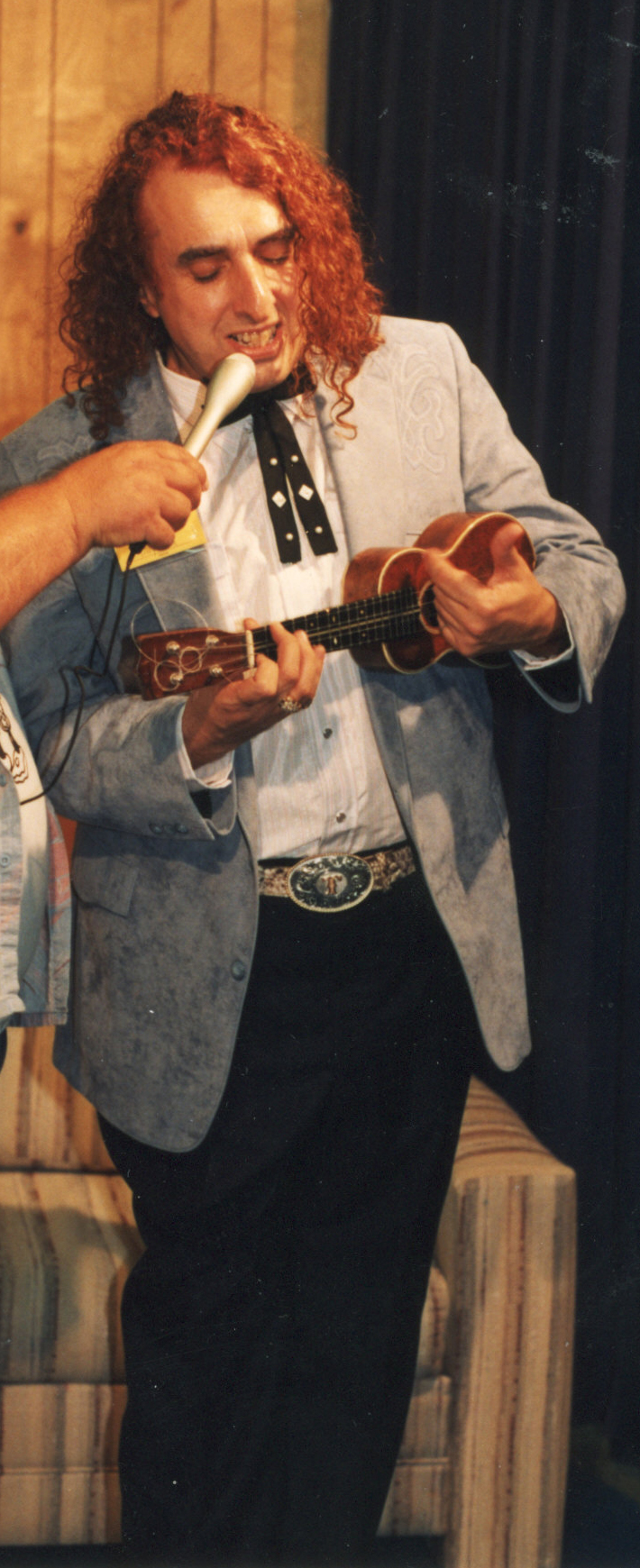
Tiny Tim eind jaren tachtig in Tennessee

Tiny Tim (geboren als Herbert Khaury; Manhattan, 12 april 1932 – Hennepin County, 30 november 1996) was een Amerikaanse zanger en ukelelespeler. Hij is vooral bekend door zijn versie van Tiptoe Through the Tulips, dat hij met een hoge falsetto/vibrato stem bracht (1968).
Khaury overleed in 1996 in een ziekenhuis in Minneapolis waar men hem poogde te reanimeren na een hartaanval.
Tiny Tim heeft ook mee gedaan op een christmas flexidisc van The Beatles (1968).
Tiny Tim zingt een lied in een van de eerste afleveringen van SpongeBob Squarepants. Het is de eerste aflevering waarin SpongeBob gaat werken bij de Krokante Krab.